# تحرر كاثوليكي

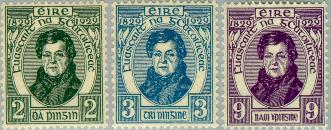

يُعتبر  التحرّر الكاثوليكي أو الانعتاق الكاثوليكي عمليةً حصلت في مملكتي بريطانيا العظمى وأيرلندا، ولاحقًا في المملكة المتحدة مجتمعة، وظهرت في أواخر القرن الثامن عشر وأوائل القرن التاسع عشر، وتضمنت تقليل وإزالة العديد من القيود المفروضة على الكاثوليك الرومان من قبل كل من قانون التوحيد، ومرسوم الاختبار وقوانين العقوبات. ألقت مطالب نبذ السلطة الدنيوية والروحية للبابا والاستحالة حملًا كبيرًا على عاتق الروم الكاثوليك.
بدأ إلغاء قوانين العقوبات انطلاقًا من عام 1766. وتمثّل الإجراء الأكثر أهمية ضمن هذا السياق في قانون التحرر الكاثوليكي الروماني لعام 1829، الذي أزال أضخم قيود الكاثوليكية الرومانية في المملكة المتحدة.

## بدايات التحرر
في كندا، ذات التبعية البريطانية منذ عام 1763، أنهى قانون كيبيك لعام 1774 بعض القيود المفروضة على الرومان الكاثوليك، لدرجة انتقاده في الالتماس المقدم إلى جورج الثالث في أكتوبر 1774 من قبل الكونغرس القاري الأول للمستعمرات الثلاث عشرة.
صدر في بريطانيا العظمى، وبشكل منفصل، في أيرلندا، قانون التحرر الأول، تحت اسم «قانون البابويين»، في عام 1778؛ الذي سمح للروم الكاثوليك بحيازة الممتلكات ووراثة الأرض بعد أدائهم قَسَمًا ينبذون فيه مطالب ستيوارت بالعرش وسلطة البابا القضائية المدنية. أسفر رد الفعل ضد هذا الإجراء عن وقوع أعمال شغب في اسكتلندا عام 1779 وشغب غوردون في لندن في 2 يونيو 1780.
تحقق المزيد من التحرر بموجب قانون 1782 الذي سمح بإنشاء مدارس الروم الكاثوليك وظهور الأساقفة. تبّنى البرلمان الأيرلندي قانون التحرر الكاثوليكي البريطاني لعام 1791 في الفترة الممتدة بين عامي 1792 و1993. نظرًا لتحديد الامتياز الانتخابي في ذلك الوقت تبعًا للممتلكات، أعطى هذا التحرر حق التصويت للروم الكاثوليك ممن امتلكوا أرضًا بقيمة إيجار 2 جنيه إسترليني سنويًا. بدؤوا في الوصول إلى العديد من مهن الطبقة الوسطى التي استُبعدوا منها، مثل المهن القانونية وعضوية هيئات المحلفين الكبرى والمناصب الجامعية والرتب الدنيا في الجيش والقضاء.

## قانون الاتحاد مع أيرلندا 1800
نُظِر في مسألة الانعتاق السياسي الكبرى في عام 1800 في فترة قانون الاتحاد بين بريطانيا العظمى وإيرلندا: لم يُدرَج الانعتاق في نص القانون نتيجة تسبب هكذا إجراء في تزايد المعارضة الأيرلندية البروتستانتية للاتحاد. عانى الانشقاقيون أيضًا من التمييز في ذلك الوقت، وهذا ما كان متوقعًا نتيجةً انخفاض عدد الروم الكاثوليك في المملكة المتحدة ككل.
وعد رئيس الوزراء وليام بيت الأصغر، بترافق التحرر مع القانون. ومع ذلك، لم تُتخذ أي خطوات أخرى في تلك المرحلة، ويرجع ذلك جزئيًا إلى اعتقاد الملك جورج الثالث أنه ينتهك قسم التتويج. استقال بيت نتيجة شيوع معارضة الملك، وعدم قدرته على الوفاء بتعهده. تحول الانعتاق الكاثوليكي إلى نقطة نقاش جدلية بدلاً من كونه قضية سياسية كبرى.
أسفر تزايد عدد الكاثوليك الأيرلنديين العاملين في الجيش البريطاني عن منح الجيش حرية العبادة للجنود الكاثوليك في عام 1811. من المحتمل أن تكون مساهمتهم في الحروب النابليونية سببًا في تأييد ولنغتون (وهو نفسه إيرلندي المولد، على الرغم من كونه بروتستانتيًا) للانعتاق.